# Oblast' di Astrachan'
L'oblast' di Astrachan' (in russo Астраха́нская о́бласть, Astrachanskaja oblast') è un oblast' della Russia.

## Geografia fisica
La oblast' di Astrachan' si estende su circa 44.000 km² (una delle più piccole per superficie dell'intera Russia) nella regione pianeggiante del basso Volga, nella parte meridionale della Russia europea. Le quote sono ovunque bassissime; l'intera sezione meridionale del territorio, all'incirca a valle di Astrachan', è interessata dalla depressione caspica e presenta elevazioni sotto il livello medio dei mari. Il territorio si affaccia a sud sul mar Caspio, con una linea di costa piatta e rettilinea.

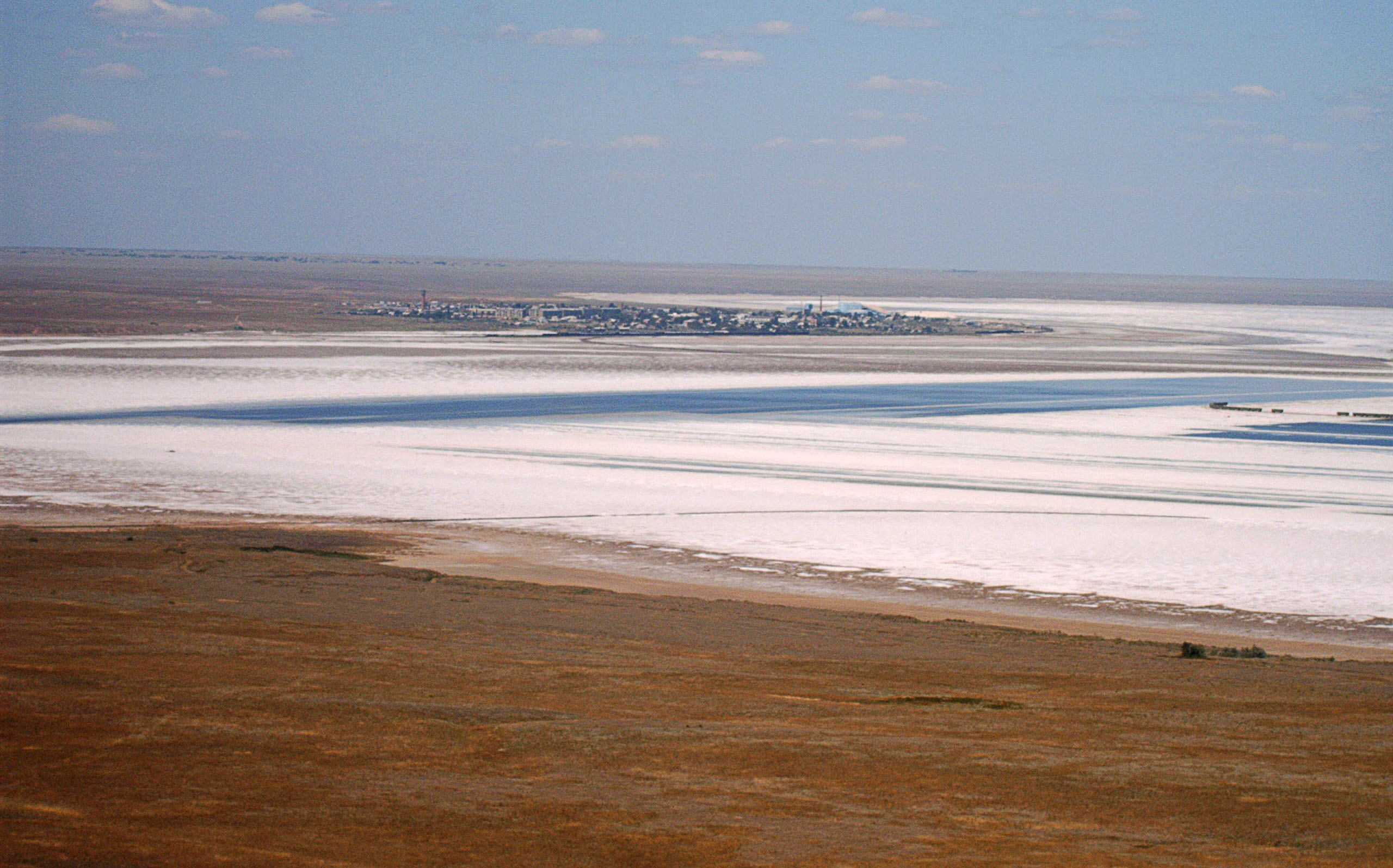
Le sponde del lago Baskunčak, con vasti affioramenti salini.

L'idrografia della oblast' è ovviamente dominata dal Volga, che ne costituisce di gran lunga il maggiore asse idrografico. Una parte del territorio è occupata dal suo delta, che si espande per circa 12.000 km². con una moltitudine di bracci morti e distributari del fiume, il maggiore dei quali è l'Achtuba. Nel territorio della oblast' si trovano anche alcuni laghi, salati a causa del clima arido con intensa evapotraspirazione; il maggiore è quello di Baskunčak, nel nord.
Il clima della oblast' è continentale, molto arido, con inverni rigidi ed estati molto calde e secche durante le quali si raggiungono picchi di temperatura fra i più elevati dell'intera Russia. Nel capoluogo Astrachan' le temperature medie oscillano fra i −7 °C di gennaio e i 25 °C di luglio, mentre le precipitazioni medie annue ammontano a soli 175 millimetri, senza particolari concentrazioni stagionali. Il clima secco impoverisce la vegetazione naturale; l'intera oblast' è infatti compresa nella fascia della steppa arida, che in alcuni punti trapassa nel semideserto che occupa le coste del mar Caspio.
Il capoluogo regionale è Astrachan', grande porto di transito sul delta del Volga a 90 km dalla sua foce, unica città di rilievo, che accentra circa la metà della popolazione totale. Non esistono altre grandi città nella oblast'; le maggiori sono Achtubinsk e Znamensk, centri di esclusivo rilievo locale, con popolazioni di alcune decine di migliaia di abitanti.

## Storia
Il Governatorato di Astrachan' fu istituito nel 1717 nella zona sud-occidentale dell'Impero russo. Dal 1919 la geografia dell'Oblast' è cambiata parecchie volte: quella attuale è immutata dal 1957.

## Geografia antropica

### Suddivisioni amministrative

#### Rajon
La oblast' di Astrachan' comprende 11 rajon (fra parentesi il capoluogo):
- Achtubinskij (Achtubinsk)
- Černojarskij (Čërnyj Jar)
- Charabalinskij (Charabali)
- Enotaevskij (Enotaevka)
- Ikrjaninskij (Ikrjanoe)
- Kamyzjakskij (Kamyzjak)
- Krasnojarskij (Krasnyj Jar)
- Limanskij (Liman)
- Narimanovskij (Narimanov)
- Privolžskij (Načalovo)
- Volodarskij (Volodarskij)

#### Città
I centri abitati della oblast' che hanno lo status di città (gorod) sono 6 (in grassetto le città sotto la diretta giurisdizione della oblast', che costituiscono una divisione amministrativa di secondo livello):
- Achtubinsk
- Astrachan'
- Charabali
- Kamyzjak
- Narimanov
- Znamensk

#### Insediamenti di tipo urbano
I centri urbani con status di insediamento di tipo urbano sono invece 7 (al 1º gennaio 2010):
- Il'inka
- Kirovskij
- Krasnye Barrikady
- Liman
- Nižnij Baskunčak
- Verchnij Baskunčak
- Volgo-Kaspijskij